# Биберин, Владимир Николаевич
Влади́мир Никола́евич Бибе́рин (20 февраля 1964 — 30 апреля 2020) — советский и российский музейный работник, историк искусства, искусствовед.

## Биография
Владимир Биберин родился 20 февраля 1964 года.
В 1990 году окончил Ленинградский институт живописи, скульптуры и архитектуры имени И. Е. Репина.
Область научных интересов — русская художественная культура XVIII—XIX веков. Автор более 60 публикаций по вопросам русской художественной культуры, изобразительного искусства и архитектуры. Исследователь монографических дворянских коллекций Тверской губернии.
Начиная с семнадцатилетнего возраста, всю жизнь работал в Тверской областной картинной галерее (ранее — Калининская областная картинная галерея). Был одним из самых активных собирателей коллекции галереи. В течение многих лет исполнял обязанности заместителя директора по научной работе, был председателем учёного совета, членом административного, реставрационного, методического советов и фондово-закупочной комиссии. На момент смерти был заведующим научно-экспозиционным отделом галереи.
Один из авторов «Энциклопедии русского авангарда» (статья «Тверские СГХМ»).
По воспоминаниям коллег, был человеком яркой индивидуальности, обладал высоким художественным вкусом и обаянием; был остроумным собеседником, был наделён природной интеллигентностью и тактом.
Умер 30 апреля 2020 года.

## Участие в профессиональных и общественных организациях
- Член Ассоциации искусствоведов[1], председатель регионального отделения Ассоциации искусствоведов по Тверской области[4]
- Член художественно-экспертного совета по монументальному и изобразительному искусству при Комитете по делам культуры Тверской области[1]

## Почётные звания
- Заслуженный работник культуры Российской Федерации[2]

## Награды и премии
- Знак отличия «За достижения в культуре» (2002)[5]
- Почётный диплом Российской академии художеств (2004)[5]
- Премия губернатора Тверской области (2006, 2007, 2009, 2014)[5]
- Лауреат Всероссийской историко-литературной премии «Александр Невский» (2009)[6][5]
- Почётная грамота губернатора Тверской области (2015, «за значительный личный вклад в развитие культуры в Тверской области»)[7]